# 67년

## 연호
- 후한(後漢) 영평(永平) 10년

## 기년
- 후한(後漢) 명제(明帝) 10년
- 신라(新羅) 탈해 이사금(脫解泥師今) 11년
- 고구려(高句麗) 태조대왕(太祖大王) 15년
- 백제(百濟) 다루왕(多婁王) 40년

## 탄생
- 고구려(高句麗)의 국상(國相) 명림답부(明臨答夫)